# Franz Ruben
Franz Leo Ruben (* 16. August 1842 in Prag; † 18. Dezember 1920 in München) war ein österreichischer Historien-, Genre- und Landschaftsmaler.

## Leben

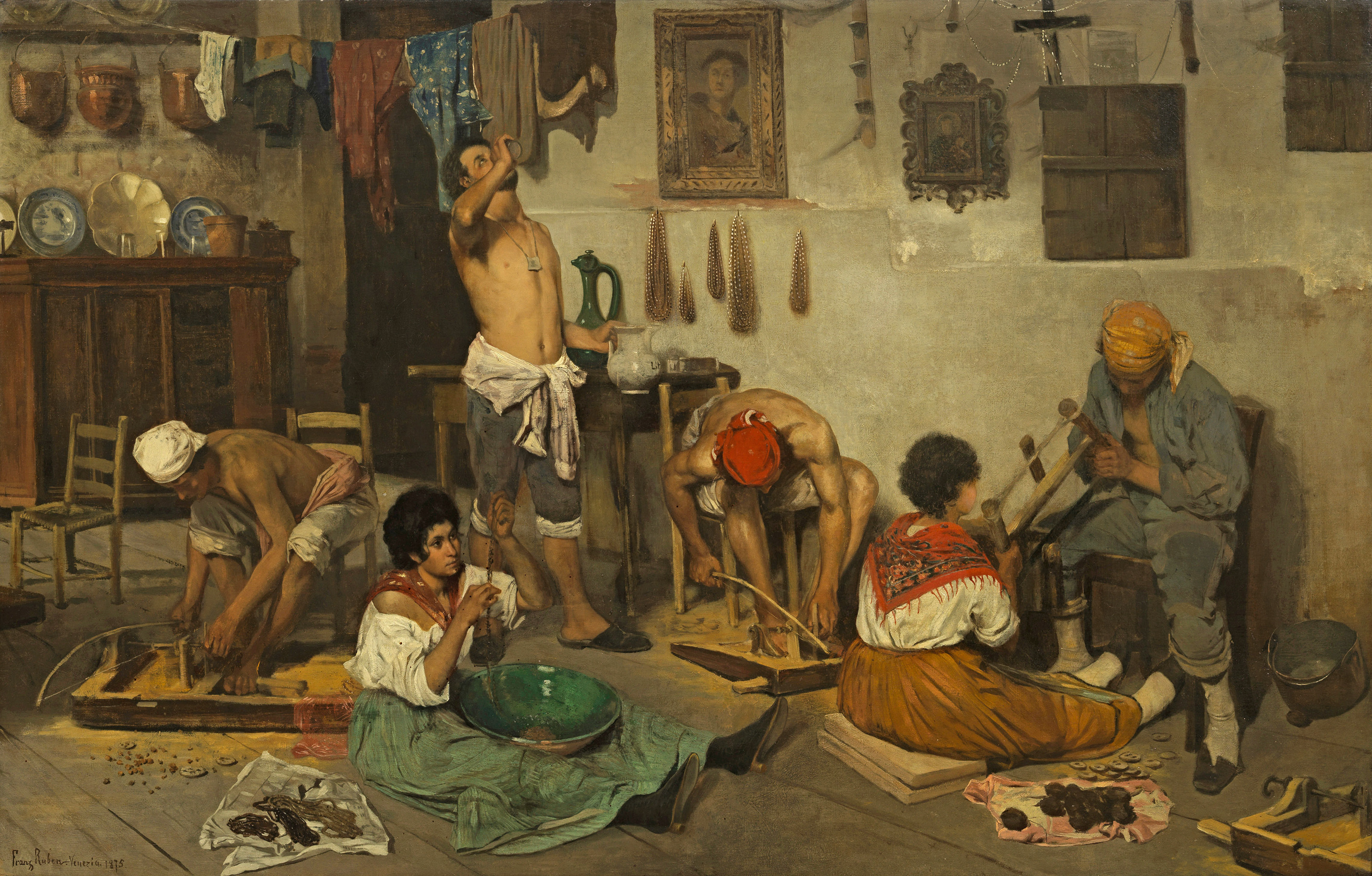
Venezianische Rosenkranzdrechsler, 1875

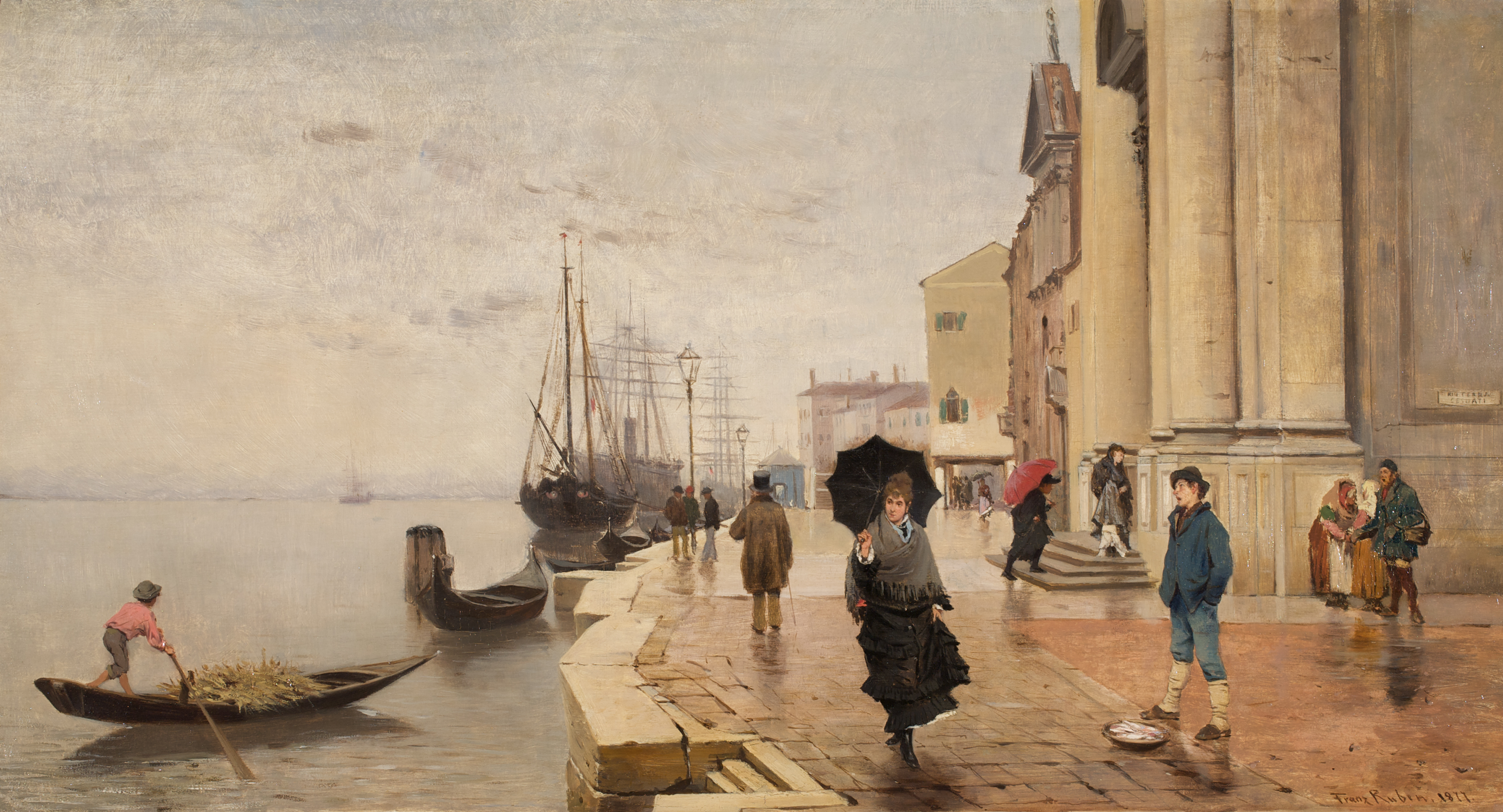
Motiv aus Venedig, 1877

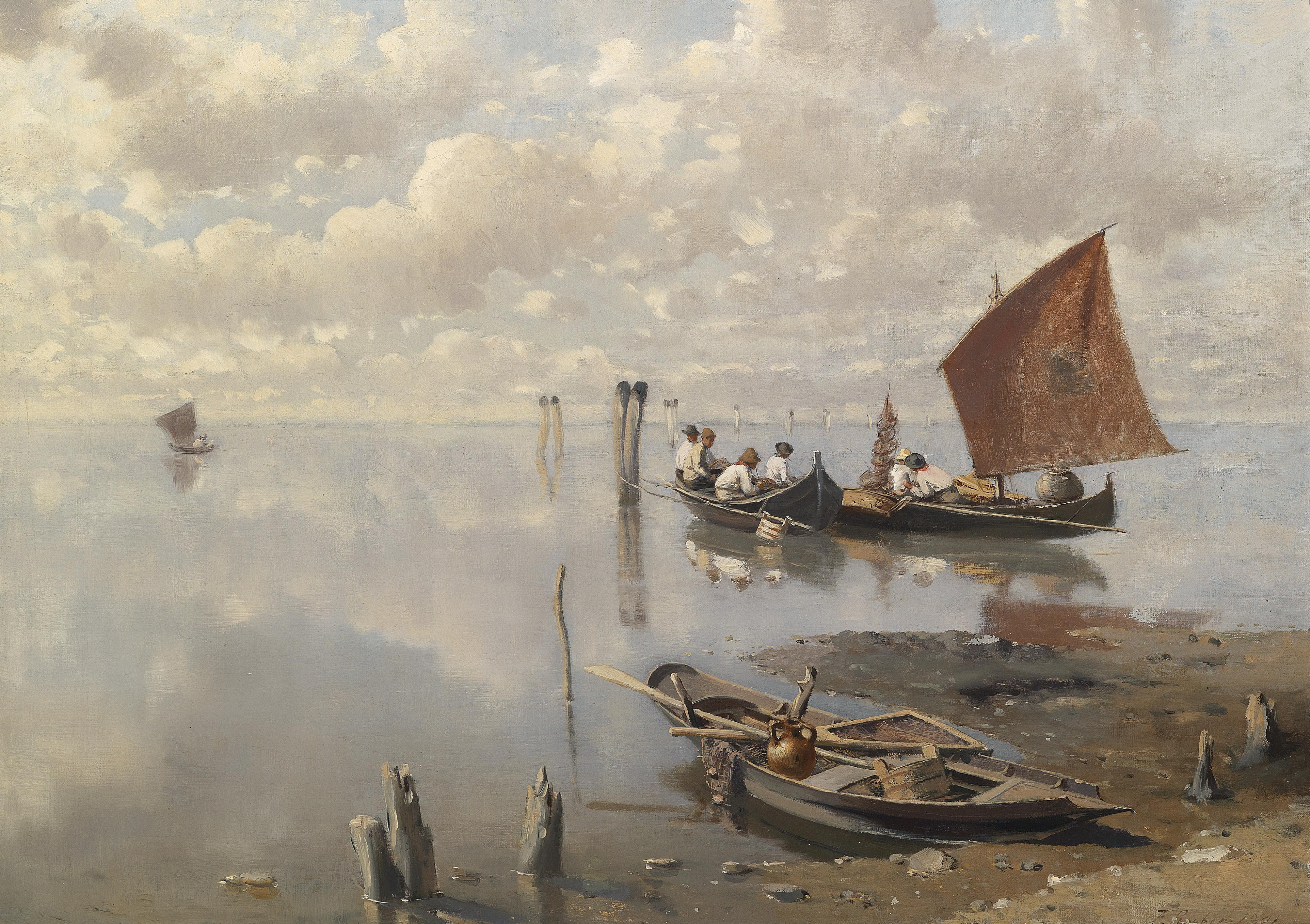
Fischer in der Lagune, 1891

Ruben war ältester Sohn des k.k. Akademiedirektors Christian Ruben und dessen Ehefrau Susanna, geborene Dumbser (1819–1903), einer Wirtstochter von der Fraueninsel. Sein Großvater war der Trierer Zeichenlehrer Karl Ruben (1772–1843), sein Onkel der Landschaftsmaler Max Haushofer.
Unter dem Direktorat seines Vaters besuchte er von 1859 bis 1867 die Akademie der bildenden Künste Wien. Für das Gemälde Hofleben Leo’s X. erhielt er 1869 den Reichel-Preis der Akademie zuerkannt, nachdem er bereits 1867 mit dem Altarbild Rosenwunder der heiligen Elisabeth auf einer Ausstellung in Prag ins Licht der Öffentlichkeit getreten war. Ab 1868 lebte er zur Vollendung seiner Studien in Rom. Dort gehörte er von 1868 bis 1874 dem Deutschen Künstlerverein an und besuchte dessen „Cervarofeste“, 1869 in Begleitung seines Vaters. Im gleichen Jahr porträtierte ihn Anton von Werner. 1870 wurde er Mitglied der Genossenschaft der bildenden Künstler Wiens.
Aus Rom und anschließend aus Venedig, wo er mit wenigen Unterbrechungen von 1874 bis 1914 lebte und zum Ehrenmitglied der Kunstakademie ernannt wurde, beschickte Ruben vor allem die großen Ausstellungen Wiens. Auf der Weltausstellung 1873 und 1883 auf einer Ausstellung in München wurde er mit Medaillen ausgezeichnet. 1890 trug er durch Skizzen zum Kronprinzenwerk bei.
Zu Beginn des Ersten Weltkriegs musste Ruben Venedig verlassen. Dort hatte er sich durch die koloristische Schilderung von Szenen aus dem Leben der einfachen Leute große Anerkennung erworben und zu den Künstlern gehört, denen der Komponist Richard Wagner besondere Aufmerksamkeit schenkte. Für das Schloss Hohenschwangau des bayerischen Königs Ludwig II. schuf Ruben Szenen aus Wagners Lohengrin. Den Lebensabend verbrachte er in München, wo er im Alter von 78 Jahren verstarb.